# Nelson Olveira
Nelson Olveira, vollständiger Name Nelson Artigas Olveira Romero, (* 19. Juni 1974 in Paso de los Toros) ist ein ehemaliger uruguayischer Fußballspieler und heutiger Trainer.

## Karriere

### Spielertätigkeit

#### Vereine
Der 1,80 Meter große Defensivakteur Olveira gehörte zu Beginn seiner Karriere 1992 Centro Atlético Fénix und von 1996 bis Mitte 2001 der Mannschaft des Club Atlético Peñarol an. In diesem Zeitraum gewannen die „Aurinegros“ in den Jahren 1996, 1997 und 1999 jeweils die uruguayische Meisterschaft. In der zweiten Jahreshälfte 2001 spielte er für Huracán Buceo. Von 2002 bis Mitte 2003 war Alianza Lima sein Arbeitgeber. Von Juli 2003 bis Ende Juni 2004 folgte eine Karrierestation bei Gimnasia y Esgrima La Plata. Für die Argentinier lief er mindestens in acht Ligaspielen auf und schoss dabei ein Tor. Bis zum Jahresende 2004 schloss er sich sodann Universidad San Martín an. Von den Peruanern wechselte er für die nächsten anderthalb Jahre zu Independiente Santa Fe nach Kolumbien. In der Saison 2006/07 stand er erneut im Kader Peñarols, bestritt 15 Partien in der Primera División und traf einmal ins gegnerische Tor. Die letzten sechs Monate des Jahres 2007 verbrachte er in Reihen der Mannschaft von Estudiantes de Mérida. Von 2008 an folgte ein Ende Juli 2009 währendes Engagement bei Centro Atlético Fénix. Für den Klub aus Montevideo absolvierte er in der Clausura 2008 zehn Erstligaspiele (kein Tor). Zur Saison 2009/10 verpflichtete ihn der Zweitligist Miramar Misiones, bei dem er in jener Spielzeit zehnmal in der Segunda División zum Einsatz kam und einen Treffer erzielte. Sodann schloss er sich Boston River an und wurde in der Saison 2010/11 in 15 Zweitligabegegnungen (kein Tor) eingesetzt. Als letzte Karrierestation wird in der Spielzeit 2011/12 Central Español geführt. Dort sind neun Ligaeinsätze (kein Tor) in der zweithöchsten uruguayischen Spielklasse für ihn notiert.

#### Nationalmannschaft
Olveira gehörte der uruguayischen U-20-Auswahl bei der U-20-Südamerikameisterschaft 1992 in Kolumbien an. Uruguay schloss das Turnier als Vize-Südamerikameister ab. Im Verlaufe des Turniers wurde er von Trainer Ángel Castelnoble sechsmal (kein Tor) eingesetzt. Mit der Junioren-Auswahl bestritt er die Junioren-Fußballweltmeisterschaft 1993.
Olveira debütierte am 24. April 1996 beim 2:0-Auswärtssieg im WM-Qualifikationsspiel gegen die venezolanische Auswahl in der uruguayischen A-Nationalmannschaft, als er von Trainer Héctor Núñez in die Startaufstellung beordert wurde. Im selben Jahr wurde er in den beiden Länderspielen gegen Kolumbien (7. Juli 1996) und Japan (25. August 1996) erneut von Nationaltrainer Núñez in der „Celeste“ eingesetzt. Ein Länderspieltor gelang ihm nicht. Weitere internationale Einsätze kamen ebenfalls nicht hinzu.

#### Erfolge
- Uruguayischer Meister: 1996, 1997, 1999

### Trainerlaufbahn
Olveira schlug nach seiner aktiven Karriere eine Laufbahn als Trainer ein. Am 26. Mai 2015 übernahm er gemeinsam mit Assistent Luis Abreu begrenzt auf die beiden ausstehenden Saisonspieltage bis Juni jenes Jahres die Cheftrainerposition bei den Rampla Juniors in der Primera División. Auch er konnte den Abstieg am Saisonende jedoch nicht verhindern. Von September 2016 bis April 2017 trainierte er das Team des kolumbianischen Vereins Boyacá Chicó FC.